# Vincent Grimm
Vincent (Vincenz, Vince) Grimm (15. března 1801, Vídeň – 15. ledna 1872, Pešť) byl maďarský šachový mistr.
Grimm se narodil ve Vídni a do Pešti se přestěhoval roku 1823. V té době vykonával celou řadu povolání – byl malířem, uměleckým dealerem (reprezentoval nově založenou maďarskou uměleckou asociaci), klavíristou, litografem a nakonec kartografem. Byl také předsedou šachového klubu Pesti Sakk-kör, který společně s Jószefem Szénem založil v Pešti roku 1839 (klub měl po potlačení maďarských revolučních událostí v letech 1848–1849 zákaz činnosti až do roku 1864).
Grimm byl společně Jószefem Szénem, J. Oppenheimem a dalšími členem týmu, který v korespondenčním zápase s pařížskými hráči (Pierre de Saint-Amant, Ignazio Calvi, M. Chamouillet a další) v letech 1842–45 zvítězil 2:0. V zápase maďarský tým poprvé použil variantu italské hry 1.e4 e5 2.Jf3 Jc6 3.Sc4 Se7, která získala název uherská obrana.
Grimm se aktivně zúčastnil Maďarské revoluce v letech 1848–1849 a byl uvězněn pro tisk a distribuci podvratné literatury. Žil pak v exilu v syrském Aleppu a nemohl se zúčastnit šachového turnaje v Londýně roku 1851, ačkoliv byl pozván.
Během svého pobytu v Sýrii konvertoval Grimm k islámu a změnil si jméno na Murad Bej (nebo na Mustafa Bej). Do Uher se vrátil až roku 1868.
Jeho jménem je pojmenována varianta ve střelcově gambitu v přijatém královském gambitu 1.e4 e5, 2.f4 exf4, 3.Sc4 Dh4+, 4.Kf1 g5, 5.Jc3 Sg7, 6.d4 d6, 7. e5